# Di Di Di
Di Di Di è il secondo album studio del gruppo musicale cinese Hang on the Box, pubblicato in Giappone il 21 maggio 2003 dall'etichetta discografica Sister Benten Online.

## Tracce
1. I'm Mine – 1:59
2. Now I Wanna Say Apologies to You – 3:06
3. Leave Me – 3:47
4. We Don't Need a Sax – 5:31
5. Summer Time – 3:56
6. What Is Now – 4:31
7. Be My Seed – 4:16
8. Spring Out – 3:42
9. Blue Like the Sea – 2:49
10. Di Di Di – 3:15
11. There Is a City – 4:15
12. Konnichiwa Tokyo – 1:51

Durata totale: 42:58